# Karolína Kurková
Karolina Kurkova, född 28 februari 1984 i Děčín, är en tjeckisk fotomodell. 
En vän till Kurkova skickade in bilder av henne till en modellagentur i Prag. Det dröjde inte länge förrän Kurkova gick på catwalken och var med i annonser. För att få mer erfarenhet inom yrket flyttade hon 1999 till Milano.
I Milano skrev hon kontrakt med Muiccia Prada vilket blev början på hennes karriär. I februari 2001 hamnade hon på omslaget till amerikanska Vogue. Hon var en av de yngsta modellerna i tidningens historia som fått detta uppdrag. Hon skrev kontrakt med Victoria's Secret och var med i deras TV-special samma år. Även Yves Saint Laurent uppmärksammade Kurkova och gav henne jobb. 
Kurkova har jobbat med reklamkampanjer för bland andra Tommy Hilfiger och Valentino, har gjort många catwalkframträdanden och fler åtaganden för Victoria's Secret. 2002 utsågs hon av Vouge till Model of the Year. 
På senare år har Kurkova arbetat med bl.a. Ralph Lauren, Oscar de la Renta och Balenciaga, och hon har hittills varit på mer än 70 omslag för olika modemagasin och tidningar.
Kurkova fick 2009 sonen Tobin Jack.